# Estação Plaza de Armas
A Estação Plaza de Armas é uma das estações do Metrô de Santiago, situada em Santiago, entre a Estação Santa Ana, a Estação Bellas Artes, a Estação Universidad de Chile e a Estação Puente Cal y Canto. Faz parte da Linha 3 e da Linha 5.
Foi inaugurada em 2 de março de 2000. Localiza-se no cruzamento da Rua Plaza de Armas com o Passeio Ahumada. Atende a comuna de Santiago.